# حفل توزيع جوائز الأوسكار الحادي عشر
حفل توزيع جوائز الأوسكار الحادي عشر (بالإنجليزية: 11th Academy Awards)‏ هو حدث نظمته أكاديمية فنون وعلوم الصور المتحركة لتكريم أفضل الأفلام لسنة 1938. أقيم الحفل بتاريخ 23 فبراير، 1939 في فندق بيلتمور، لوس أنجلوس، كاليفورنيا. في هذه الدورة، فاز فيلم لا يمكنك أن تأخذها معك بجائزة أفضل فيلم، وحاز الممثّل سبنسر تريسي على جائزة أفضل ممثّل، ونالت الممثلة بيت ديفيس جائزة أفضل ممثّلةٍ، وكانت جائزة الأوسكار لأفضل مخرج من نصيب المخرج فرانك كابرا.
أكثر الأفلام ترشيحاً للحصول على جوائز كان فيلم لا يمكنك أن تأخذها معك حيث تلقّى 7 ترشيحات، بينما أكثرها فوزاً كان فيلم مغامرات روبن هود حيث فاز بـ 3 جوائز.

## الجوائز
- جائزة أفضل فيلم:

لا يمكنك أن تأخذها معك
- جائزة أفضل مخرج:

فرانك كابرا
- جائزة أفضل ممثّل:

سبنسر تريسي
- جائزة أفضل ممثّلة:

بيت ديفيس
- جائزة أفضل ممثّل مساعد:

والتر برينان
- جائزة أفضل ممثّلة مساعدة:

في بينتر
- جائزة أفضل سيناريو مقتبس:

بجماليون
- جائزة أفضل موسيقى تصويريّة:

مغامرات روبن هود
- جائزة أفضل تأثيرات بصريّة:

لم تُنشأ الجائزة حينها
- جائزة أفضل خلط أصوات:

راع البقر والسيدة

## وصلات خارجية
- حفل توزيع جوائز الأوسكار الحادي عشر على موقع IMDb (الإنجليزية)
- حفل توزيع جوائز الأوسكار الحادي عشر على موقع ميوزك برينز (الإنجليزية)
- الموقع الرسمي لجوائز الأكاديمية.
- الموقع الرسمي لأكاديمية فنون وعلوم الصور المتحركة.
- قناة جوائز الأوسكار على موقع يوتيوب (تُديره أكاديمية فنون وعلوم الصور المتحركة).
- مقتطفات فيديو من أكاديمية فنون وعلوم الصور المتحركة.